# Kosov (Kamenný Újezd)
Kosov je vesnice, část obce Kamenný Újezd v okrese České Budějovice v Jihočeském kraji. Nachází se asi tři kilometry jihozápadně od Kamenného Újezda. Prochází zde silnice I/39. Kosov leží v katastrálním území Kosov u Opalic o rozloze 2,04 km².

## Historie
Na území Kosova byly objeveny nálezy z doby bronzové. První písemná zmínka o vesnici pochází z roku 1395. V 16. století patřil pod komařický statek. V roce 1709 se dostal Kosov k třeboňskému panství, kde zůstal až do zrušení poddanství.
V roce 1924 byl založen hasičský sbor, v roce 1938 byl na návsi vybudován Švehlův sad. Do roku 1952 vedla přes Kosov hlavní silnice, která byla poté přeložena mimo. Roku 1957 vzniklo jednotné zemědělské družstvo.

## Obyvatelstvo
| Rok            | 1869 | 1880 | 1890 | 1900 | 1910 | 1921 | 1930 | 1950 | 1961 | 1970 | 1980 | 1991 | 2001 | 2011 | 2021 |
| -------------- | ---- | ---- | ---- | ---- | ---- | ---- | ---- | ---- | ---- | ---- | ---- | ---- | ---- | ---- | ---- |
| Počet obyvatel | 89   | 100  | 115  | 131  | 146  | 145  | 128  | 95   | 107  | 115  | 86   | 69   | 59   | 90   | 138  |
| Počet domů     | 12   | 14   | 17   | 17   | 19   | 20   | 24   | 27   | 27   | 28   | 25   | 28   | 28   | 40   | 52   |

## Obecní správa
Při sčítání lidu v letech 1850–1975 Kosov byl osadou obce Opalice, se kterým patřil nejprve do okresu Český Krumlov (v letech 1850–1910 Krumlov), ale v roce 1950 v okrese České Budějovice-okolí a od roku 1960 v okrese České Budějovice. Od 1. ledna 1976 je částí obce Kamenný Újezd v okrese České Budějovice.

## Pamětihodnosti
- mohylník
- lidová architektura
- kovárna
- klenutý mostek

## Rodáci
- Kašpar Hintermüller (1886–1949), politik, poslanec Národního shromáždění republiky Československé
- Prokop Brázda (1915–1942), pilot RAF